# Nora Brockstedt

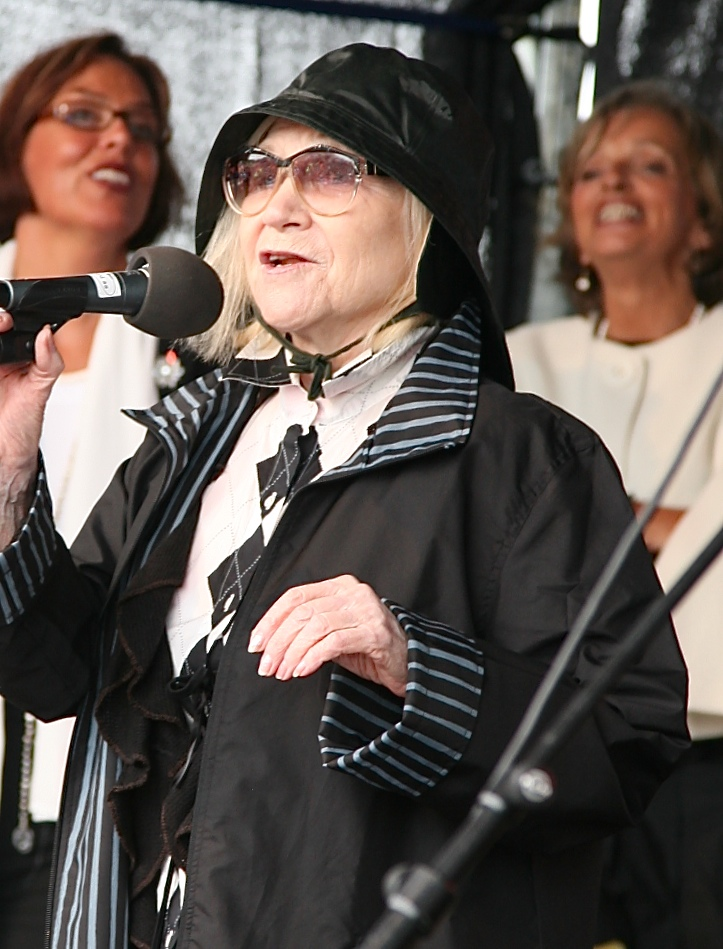
Nora Brockstedt (2007)

Nora Brockstedt (* 20. Januar 1923 in Oslo; † 5. November 2015 ebenda) war eine norwegische Sängerin und Entertainerin.

## Biografie
Sie betrat als Zwanzigjährige erstmals die Musikbühnen und hatte in den 1950er Jahren einige Radiohits, darunter „En liten pike i lave sko“, „Augustin“ und „Tango for to“. Als Gewinnerin des Melodi Grand Prix 1960 durfte sie als erster Beitrag Norwegens überhaupt beim Eurovision Song Contest 1960 in London teilnehmen. Ihr Schlager Voi-voi erreichte den vierten Platz. Ein Jahr später gewann sie erneut die Vorauswahl und erreichte beim Grand Prix Eurovision 1961 in Cannes mit der Ballade Sommer i Palma den siebten Platz.
Ab den 1960er Jahren war sie als Sängerin verstärkt im Bereich Jazz tätig. So arbeitete sie mit der Gruppe Fire Fyrer um Espen Rud und Torbjørn Sunde (Prøysen goes jazz, 2012). Im Jahr 1983 erhielt Brockstedt den norwegischen Gammlengprisen für ihre musikalische Lebensleistung.
Nora Brockstedt verstarb im November 2015 im Alter von 92 Jahren.

## Diskografie (Auswahl)

### Alben
| Jahr | Titel                   | Höchstplatzierung, Gesamtwochen, AuszeichnungChartsChartplatzierungen (Jahr, Titel, Platzierungen, Wochen, Auszeichnungen, Anmerkungen) | Anmerkungen |
| Jahr | Titel                   | NO | Anmerkungen |
| ---- | ----------------------- | --- | ----------- |
| 2008 | Nora – For swingende!!! | NO36 (2 Wo.)NO |             |

Weitere Alben
- 1959:  Lördag Hela Veckan
- 1972: I Lave Sko

### Singles
| Jahr | Titel Album                         | Höchstplatzierung, Gesamtwochen, AuszeichnungChartsChartplatzierungen (Jahr, Titel, Album, Platzierungen, Wochen, Auszeichnungen, Anmerkungen) | Anmerkungen |
| Jahr | Titel Album                         | NO | Anmerkungen |
| ---- | ----------------------------------- | --- | ----------- |
| 1959 | Augustin Lördag Hela Veckan         | NO5 (7 Wo.)NO |             |
| 1960 | Er du glad i meg ennå, Karl Johan – | NO1 (18 Wo.)NO |             |
| 1960 | Voi voi –                           | NO5 (9 Wo.)NO |             |
| 1961 | Du mener vel alvor, Halvor? –       | NO10 (1 Wo.)NO |             |
| 1962 | Æille så ner som a Ingebjørg –      | NO2 (15 Wo.)NO |             |
| 1962 | Guri Malla –                        | NO8 (3 Wo.)NO |             |
| 1974 | Colargol –                          | NO3 (11 Wo.)NO |             |